# Bredbladig kantlök
Bredbladig kantlök (Allium senescens) är en flerårig växtart i släktet lökar och familjen amaryllisväxter.

## Utbredning
Den bredbladiga kantlöken härstammar från Asien, från Sibirien till Korea. Den odlas som grönsak och prydnadsväxt utomhus i andra delar av världen.

## Användning
Den bredbladiga kantlöken har mild, behaglig löksmak och kan användas både rå och tillagad, eller konserveras genom mjölksyrning eller torkning.

## Förväxlingsarter
Bredbladig kantlök har flera mycket närstående arter, som den dessutom lätt korsar sig med, vilket orsakar en del förvirring i artbestämningen. Bland dessa arter återfinns rysslök (A. angulosum), sibirisk kantlök (A. nutans) och kantlök (A. lusitanicum).